# Ваня Добрева
Ваня Добрева е изследовател на българската литература и култура, публицист и политик. Доктор на филологическите науки, професор. Зам.-министър на образованието и науката в правителството на Сергей Станишев. Народен представител от парламентарната група на Коалиция за България в XLI и XLII народно събрание. Председател на Комисията по образование и наука в XLII народно събрание.

## Биография
Родена е на 20 юли 1965 г. в София в семейството на литературния и театрален критик Чавдар Добрев. Завършва НГДЕК „Константин Кирил Философ“ През 1990 г. се дипломира като магистър по „Българска филология“ в Софийския университет „Св. Климент Охридски“. Работи последователно като репортер, редактор и зам.-главен редактор. През 1996 г. след защита на дисертация на тема: „Структурообразуващи принципи и елементи на Вазовата историческа драма в контекста на Българското възраждане (Войников и Друмев)“, получава образователната и научна степен доктор. От 1998 г. е редовен асистент по балкански литератури, а от 2007 г. - доцент в катедра „Литература“ и катедра „Етнология и балканистика“ на ЮЗУ „Неофит Рилски“ в Благоевград. От 2008 г. води лекции върху история на българската възрожденска драматургия в СВУБИТ.
През 2010 г., след защита на докторат на тема „Типология и архитектоника на комедията през Българското възраждане“, ВАК ѝ присъжда научната степен доктор на филологическите науки. От 2012 г. е професор в катедра „Културно-историческо наследство“ на УниБИТ.
Автор е на монографиите „Технология на историческата драма (Войников – Друмев – Вазов)“ (1997), „Възрожденска историческа драма“ (сборник – съставителство и научна студия, 1997); „Българската възрожденска комедия. Типология и архитектоника“ (2011), „Прочити и наследства. Из възрожденската книжнина (2015). Научните ѝ интереси са свързани с проучване и осветляване на въпроси от възрожденската литература и култура, на историческата драматургия и комедия.
На 11 февруари 2023 г. Добрева е изключена от БСП.